# 南布托沃区
南布托沃区（俄語：район Южное Бутово）是莫斯科西南行政区的一区，面积26平方公里，人口211,116人。布托沃站、蒲宁路站、戈尔恰科夫街站、乌沙科夫海军上将林荫路站和斯科别列夫街站位于该区内。